# Villaba
Villaba é um município de  terceira classe de renda municipal (d) na província Leyte, nas Filipinas. De acordo com o censo de 1 de maio  de  2020 possui uma população de 42 859 pessoas e 11 022 domicílios.

## Clima

### Climate
| Dados climáticos para Villaba, Leyte | Dados climáticos para Villaba, Leyte | Dados climáticos para Villaba, Leyte | Dados climáticos para Villaba, Leyte | Dados climáticos para Villaba, Leyte | Dados climáticos para Villaba, Leyte | Dados climáticos para Villaba, Leyte | Dados climáticos para Villaba, Leyte | Dados climáticos para Villaba, Leyte | Dados climáticos para Villaba, Leyte | Dados climáticos para Villaba, Leyte | Dados climáticos para Villaba, Leyte | Dados climáticos para Villaba, Leyte | Dados climáticos para Villaba, Leyte |
| Mês                                  | Jan                                  | Fev                                  | Mar                                  | Abr                                  | Mai                                  | Jun                                  | Jul                                  | Ago                                  | Set                                  | Out                                  | Nov                                  | Dez                                  | Ano                                  |
| ------------------------------------ | ------------------------------------ | ------------------------------------ | ------------------------------------ | ------------------------------------ | ------------------------------------ | ------------------------------------ | ------------------------------------ | ------------------------------------ | ------------------------------------ | ------------------------------------ | ------------------------------------ | ------------------------------------ | ------------------------------------ |
| Média alta °C (°F)                   | 28 (82)                              | 29 (84)                              | 29 (84)                              | 31 (88)                              | 31 (88)                              | 30 (86)                              | 30 (86)                              | 30 (86)                              | 30 (86)                              | 29 (84)                              | 29 (84)                              | 29 (84)                              | 29.6 (85.2)                          |
| Média baixa °C (°F)                  | 22 (72)                              | 22 (72)                              | 22 (72)                              | 23 (73)                              | 24 (75)                              | 25 (77)                              | 25 (77)                              | 25 (77)                              | 25 (77)                              | 24 (75)                              | 24 (75)                              | 23 (73)                              | 23.7 (74.6)                          |
| Média precipitação mm (pol.)         | 73 (2.87)                            | 56 (2.2)                             | 75 (2.95)                            | 71 (2.8)                             | 114 (4.49)                           | 174 (6.85)                           | 172 (6.77)                           | 163 (6.42)                           | 167 (6.57)                           | 161 (6.34)                           | 158 (6.22)                           | 125 (4.92)                           | 1 509 (59,4)                         |
| Média de dias chuvosos               | 15.2                                 | 12.5                                 | 16.2                                 | 17.3                                 | 23.9                                 | 27.3                                 | 28.4                                 | 26.9                                 | 26.9                                 | 27.1                                 | 23.8                                 | 19.3                                 | 264.8                                |
| Fonte: Meteoblue                     |                                      |                                      |                                      |                                      |                                      |                                      |                                      |                                      |                                      |                                      |                                      |                                      |                                      |